# Антонио да Силва
Антонио да Силва (порт. Antonio da Silva; Рио де Жанеиро, Бразил, 13. јун 1978) је бразилски фудбалер на позицији левог везног играча.

## Каријера
- ?-1992 Фламенго Рио де Жанеиро
- 1992-1994 SV Eintracht Trier 05
- 1994-1995 Фламенго Рио де Жанеиро
- 1995-1997 Eisbachtaler Sportfreunde 1919
- 1997-1999 SG Eintracht Frankfurt
- 1999-2003 SV Wehen 1926 Таунусштајн
- 2003-2006 FSV Mainz 05
- 2006- VfB Stuttgart

## Успеси
- Прелаз у прву бундеслигу 2004. са FSV Mainz 05